# 佩卡·哈維斯托
佩卡·奧拉維·哈維斯托（芬蘭語：Pekka Olavi Haavisto，1958年3月23日出生於赫爾辛基），芬蘭政治人物、部长及綠色聯盟的前任黨主席。

## 政治生涯
從1987年至1995年、及2007年以來一直是芬蘭議會的綠黨成員。他擔任過綠色聯盟黨魁（1993年到1995年）、環境部長（1995年到1999年），赫爾辛基市議員，和歐洲綠黨主席（2000年到2006年）。1999年到2005年、哈維斯托為聯合國的各項任務工作過。2005年、被任命為歐盟蘇丹問題的特別代表，參與蘇丹達爾富爾的和談工作。

### 2012年芬兰总统大选
哈維斯托是2012年芬蘭總統大選綠色聯盟的提名候選人。於2012年1月22日的第一輪選舉他得到18.8％的選票、名列第二，從而進入2月5日的第二輪選舉。在第二輪選舉中，他面對芬蘭民族聯合黨候選人前財政部長绍利·尼尼斯托的挑戰。第二轮选举结束后他仅得到37.4%的票数而败给尼尼斯托。哈维斯托是芬兰首位公开同性恋总统候选人。

### 2018年芬兰总统大选
2017年2月哈维斯托宣布他将重新代表绿色联盟参加2018年芬兰总统大选。他是在该党多次向他提议后做出的决定。在2018年1月28日总统选举的第一轮投票中，现任总统绍利·尼尼斯托即以62.7%的得票率直接赢得选举而成功连任总统，哈维斯托以12.4%的得票率排名第二。

## 政治见解
在总统竞选中哈维斯托提及到芬兰的外交政策的重点是北欧合作和俄罗斯。他认为芬兰在欧洲之外也有经济机会。他原本不支持芬兰加入北约，但2022年俄羅斯入侵烏克蘭使他轉變立場。他又認為芬兰应该从阿富汗撤退。原地帮助寻求庇护者是更好的方法。

## 個人生活
哈維斯托的配偶是來自厄瓜多尔的内克萨尔·安东尼奥·弗洛雷斯。他們在2002年登記(同性)伴侶關係。

## 延伸閱讀
- Pekka Haavisto: Moninapaista arvokeskustelua 外交政策雜誌（Ulkopolitiikka）2011年4月 （文）

## 外部連結
- 個人網站 （页面存档备份，存于）
- 2012年總統競選網站 （页面存档备份，存于）

| 官衔                                                       | 官衔                             | 官衔                                                                  |
| ---------------------------------------------------------- | -------------------------------- | --------------------------------------------------------------------- |
| 前任者： 佩卡·绍里 (Pekka Sauri) 托科·阿尔托 (Touko Aalto) | 綠色聯盟黨魁 1993-1995 2018–2019 | 繼任者： 图伊娅·布拉克斯 (Tuija Brax) 玛利亚·奥希萨洛 (Maria Ohisalo) |
| 前任者： 西尔帕·皮耶蒂凯伊宁 (Sirpa Pietikäinen)           | 環境部長 1995–1999               | 繼任者： 莎图·哈西 (Satu Hassi)                                       |